# Piilonsuo
Piilonsuo är en mosse i Finland. Den ligger i Tervakoski i landskapet Egentliga Tavastland, i den södra delen av landet, 70 km norr om huvudstaden Helsingfors.